# 개구리 남편
《개구리 남편》는 1969년 11월 17일부터 1970년 3월 13일까지 방영한 MBC 일일연속극이다.

## 기획 의도
가정과 사회에 연결되어 비애를 느끼며 살아야하는 샐러리맨의 비애를 그린 드라마로, 건실한 회사원인 이창호, 처가 덕으로 사는 임국진, 부부싸움으로 나날을 보내는 박일웅 이 세 사람의 가정을 통해 현대 직장인의 생태를 그렸다.

## 등장 인물
- 최불암 : 이창호 과장 역
- 김혜자 : 창호 처 역
- 박근형
- 도금봉
- 백일섭
- 주연 : 여비서 역

## 연장
- 개구리 남편 방영 분량이 30부작에서 70회 연장되어 100부작으로 변경 및 확정되었다.[1] 이 드라마는 한국 TV드라마 사상 최초로 방영 횟수가 100회가 넘는 일일드라마가 되었다.[2]

## 참고 사항
- 유부남 과장이 신입 여사원과 사랑에 빠진다는 내용을 그려 당시 파격적인 소재로 큰 사회적 반향을 일으켰다.
- 우리나라 최초의 막장드라마이다.
- MBC TV 개국 초기 당시 최고 시청률[3]을 확보한 프로그램으로서 MBC를 주요 TV 방송 3국(KBS, TBC, MBC)으로 올라가게 하고 일일드라마의 중요성을 인식하는 계기가 된 드라마이다.
- 젊은 여비서에게 열등감을 느껴 가정을 파탄으로 몰아간 과장 부인(김혜자), 스캔들의 주인공으로 그려진 여비서(주연) 등 건전치 못한 캐릭터 묘사로 비판을 받았으며[4], 이에 작가 김동현은 "이 작품은 어디까지나 하나의 예방주사에 불과하다"라고 변명하였다.[5]
- 1970년 11월 21일, 서울 민사지법항소일부는 개구리 남편이 불건전한 방송을 했다는 문화공보부의 고발에 따라 과태료 20만 원에 처한다는 판결을 내렸고, 이는 한국 방송 프로그램이 법에 의해 처벌받은 첫 기록이었다.[6]
- 김혜자는 드라마 방영 도중 첫딸을 순산하였다.[7]